# Med livet som insats
För andra betydelser, se Med livet som insats (olika betydelser).
Med livet som insats är en svensk dramafilm från 1940 i regi av Alf Sjöberg. 

## Handling
Max är illegal vapenhandlare och bor tillsammans med Wanda som egentligen är spion för diktaturen där de bor. Max får besök av frihetskämpen John och Wanda beordras av sina överordnade att hålla kontakt med John för att kunna avslöja motståndsgruppen. En kärlekshistoria utvecklas mellan dem. Wanda tvingas avbryta förhållandet och ge sig av för att slippa avslöja John och hans vänner. Frihetskämparna lyckas störta diktaturen, när Max försöker fly vill inte Wanda följa med, utan i stället vänta på John. Hon blir då skjuten av Max och i segerfirandet finner John henne döende.

## Om filmen
Filmen premiärvisades 1 januari 1940.  Filmen spelades in vid AB Europa Studio i Sundbyberg med exteriörer filmade i Gamla Stan  i Stockholm och Riga Lettland av Harald Berglund. Som förlaga har man författaren Runar Schildts novell Köttkvarnen som ingår i novellsamlingen: Hemkomsten från 1919. Novellen har tidigare filmats i Finland 1938 av den finske regissören Nyrki Tapiovaara. Filmen släpptes i Sverige under titeln Den stulna döden

## Rollista
- Aino Taube - Vanda
- Åke Ohberg - John
- Anders Henrikson - Max
- Gösta Cederlund - Sergei, bagaren
- Holger Löwenadler - kapten Miller, ledare för husundersökningen
- Eivor Landström - Eva, frihetskämpe
- Hampe Faustman - frihetskämpe
- Bengt Ekerot - Dick, frihetskämpe
- Torsten Hillberg - översten på staben
- Ernst Brunman - krögaren
- Frithiof Bjärne - kapten i bageriet
- Anders Ek - den blinde positivhalaren
- Oscar Åberg - officer på staben
- Ingrid Luterkort - modern i fönstret

## Musik i filmen
- La paloma, kompositör och text Sebastián Yradier, svensk text Ernst Wallmark, framförs visslande av Gösta Cederlund och Frithiof Bjärne.

## DVD
Filmen gavs ut på DVD 2016.